# Nová Dědina
Nová Dědina (in tedesco Neudorf) è un comune della Repubblica Ceca facente parte del distretto di Kroměříž, nella regione di Zlín.